# Placosoma cipoense
Espèce
Placosoma cipoense est une espèce de sauriens de la famille des Gymnophthalmidae.

## Répartition
Cette espèce se rencontre endémique du Minas Gerais au Brésil.

## Étymologie
Son nom d'espèce, composé de cipo et du suffixe latin -ensis, « qui vit dans, qui habite », lui a été donné en référence au lieu de sa découverte : la Serra do Cipó.

## Publication originale
- Cunha, 1966 : Sôbre uma nova expécie de lagarto do estado de Minas Gerais Placosoma cipoense sp. n. (LAcertilia, Teiidae). Boletim do Museu Paraense Emílio Goeldi, Zoologia, vol. 61, p. 1-9.